# Николаево (Брестская область)

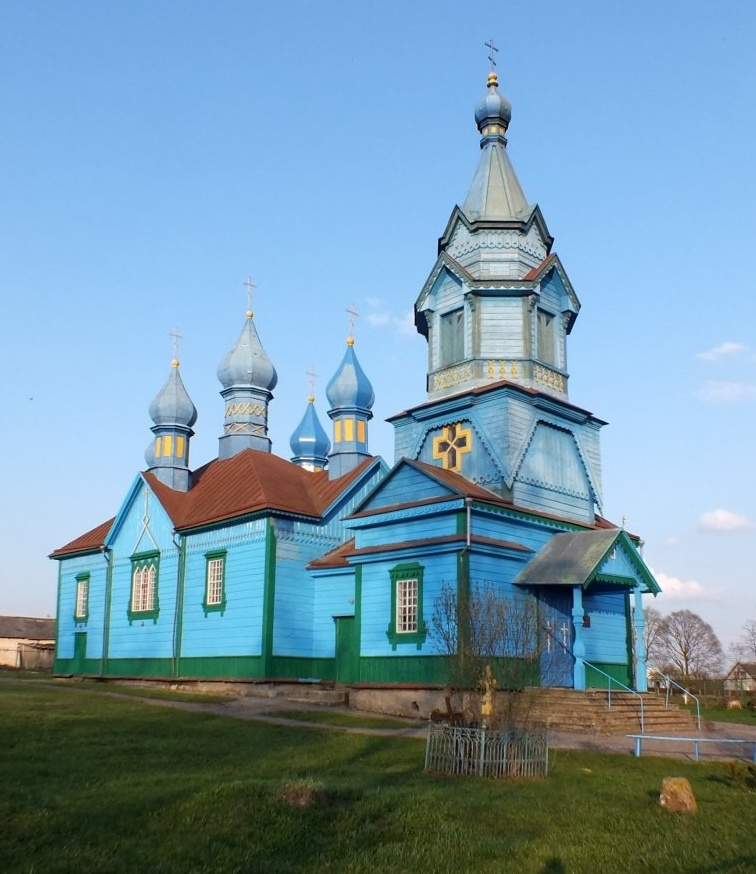
Церковь св. Параскевы Пятницы

Николаево (бел. Мікалаева) — деревня в Каменецком районе Брестской области Беларуси. Входит в состав Войского сельсовета. Население — 188 человек (2019).

## География
Николаево находится в 4 км к западу от города Каменец. Деревня расположена между двумя автодорогами, расходящимися от Каменца: Каменец — Войская — Оберовщина и Каменец — Минковичи — Высокое. Местность принадлежит бассейну Вислы, через деревню течёт небольшая речка Кривуля, которая чуть ниже Николева впадает в реку Лесная.

## История
В XIX веке деревня принадлежала Брестскому уезду Гродненской губернии Российской империи. По переписи 1897 года в селе было 36 дворов, 248 жителей, церковь, народное училище, магазин, корчма.
В конце XIX века в селе построена деревянная церковь св. Параскевы Пятницы (сохранилась).
Согласно Рижскому мирному договору (1921) деревня вошла в состав межвоенной Польши, где принадлежала Брестскому повету Полесского воеводства. В 1923 году здесь было 246 жителей. С 1939 года в составе БССР.

## Достопримечательности
- Деревянная церковь св. Параскевы Пятницы. Построена в конце XIX веке, памятник архитектуры. Церковь включена в Государственный список историко-культурных ценностей Республики Беларусь[5] —  Историко-культурная ценность Республики Беларусь, шифр 113Г000356
- Памятник землякам погибшим во время войны. В 1979 году установлен обелиск[4].